# Albert Delvaux (homme politique)
Pour les articles homonymes, voir Albert Delvaux et Delvaux.
Albert Delvaux Mafuta Kizola (8 mai 1918 - 1985) est un homme politique congolais qui a été ministre résident de la République du Congo en Belgique.

## Période du Congo belge
Né le 8 mai 1918 d'un père belge et d'une mère muyaka, Albert Delvaux devient en 1959 le secrétaire général du Parti national du progrès (PNP), un parti faiblement organisé et étroitement aligné sur les colonisateurs belges,. Il a participé à la table ronde belgo-congolaise de janvier à février 1960 à Bruxelles en tant que représentant de ce parti. Chaque délégation congolaise disposait d'un ou de plusieurs conseillers belges. Dans le cas du PNP, il s'agissait du futur ministre des Affaires étrangères, Henri Simonet.

## Après l'indépendance du Congo
Après l'indépendance du Congo le 30 juin 1960, Delvaux a occupé le poste de ministre résident du Congo en Belgique dans le tout premier gouvernement du Congo, le gouvernement Lumumba. Ce gouvernement se verra démis de ses fonctions en septembre 1960, par le président Joseph Kasa-Vubu. Selon la Loi fondamentale et la pratique constitutionnelle belge, toute décision du Président doit être contresignée par un ministre. Delvaux a signé, avec le ministre des Affaires étrangères Justin Bomboko, l'ordonnance présidentielle révoquant le gouvernement Lumumba.
Il devient ministre du travail après installation du nouveau gouvernement de Joseph Iléo avant de devenir plus tard ministre des travaux publics dans le gouvernement de Cyrille Adoula.
Après le second coup d'État de Joseph-Désiré Mobutu en 1965, Delvaux a exercé plusieurs fonctions : commissaire du peuple (député) à partir de 1977 et membre du bureau politique du parti d'État, mouvement populaire de la révolution, dont il a été le doyen.  Son mandat au Bureau Politique a pris fin le 18 février 1981.
Grâce à la campagne de changement de nom dans le cadre d'Authenticité, Albert Delvaux a changé son nom en Mafuta Kizola.

## Famille
Delvaux fut père de sept filles et de trois garçons, dont Hector Delvaux Mafuta (16 février 1956 - 9 avril 2014), pilote de la présidence congolaise.

## Honneurs
- Zaïre: Ordre national du léopard (1969 : commandeur ; 1980 : grand officier).